# Хімія високих енергій
Хімія високих енергій — розділ фізичної хімії, що вивчає хімічні та фізико-хімічні процеси (кінетику та механізми реакцій), у яких беруть участь швидкі, збуджені чи іонізовані частинки, енергія яких часто перевищує енергію хімічних зв'язків. Термін був введений на початку 1960-х років у СРСР. Загальною характеристикою процесів, що вивчає хімія високих енергій, є утворення високоенергетичних частинок у концентраціях, які сильно відрізняються від рівноважних.

## Розділи
Виділяють такі основні розділи хімії високих енергій:
- лазерна хімія,
- плазмохімія,
- радіаційна хімія,
- фотохімія.

Деякі проблеми ядерної хімії та механохімії також відносяться до сфери вивчення хімії високих енергій. Окрім цього, наука займається також вивченням хімічних реакцій у пучках швидких частинок (атомів, іонів та молекул).